# Mosche-Haja-Synagoge
Die Mosche-Haja-Synagoge (Moshe Haya, persisch کنیسه موشه حیا Kanīse ye Mosche Hayā, hebräisch בית הכנסת משה חיא), auch Mosche-Hadscha-Synagoge (Mushi Haja, persisch كنيسهء موشی حاجا Kanīse ye Moschī Hādschā, hebräisch בית הכנסת משה חאג׳א, auch בית הכנסת מושי חאגא) ist eine Synagoge in der iranischen Stadt Isfahan, die als älteste noch heute stehende Synagoge der Stadt gilt. Als Baujahr werden Zahlen von 1700 bis Ende des 19. Jahrhunderts angegeben.

## Standort
Die Mosche-Hadscha-Synagoge steht im alten Isfahaner jüdischen Viertel Dschuybare an der Nordwestseite der Straße Mahi-Forush-ha (ماهی فروش ها, Fischhändlerstraße) in deren südwestlichem Abschnitt hinter der Jussef-Schmuel-Schimon-Synagoge, mit der sie einen Baukomplex bildet. Das Stadtviertel ist weniger als 500 m von der alten Freitagsmoschee entfernt.

## Geschichte
Die Mosche-Hadscha-Synagoge gilt als älteste der Synagogen in Isfahan. Mohammad Gharipour gibt verschiedene Gründungsdaten für die Mosche-Hadscha-Synagoge an. In einem gemeinsamen Artikel mit Rafael Sedighpour von 2014 wird zunächst ein Gründungsdatum um 1700, eine Seite weiter unter einer Grafik ein geschätztes Baudatum von 1792 angegeben. Im September 2017 nennt Gharipour das Ende des 19. Jahrhunderts unter den Kadscharen als Entstehungsdatum des heutigen Gebäudes. Im Jahre 2017 wurde die Synagoge noch immer als solche genutzt. Obwohl schon lange nicht mehr renoviert, wurde ihr baulicher Zustand als gut eingeschätzt.

## Architektur
Wie die meisten Gebäude Isfahans ist die Mosche-Hadscha-Synagoge aus Ziegeln gemauert. Wie bei den anderen Synagogen der Stadt sind nach außen hin keine religiösen Symbole erkennbar. Tageslicht dringt wie bei den anderen Synagogen durch eine zylindrische Kuppel mit seitlichen Oberlichtern, die sich mittig, über der Bima befindet, ein. Von den anderen Synagogen in Dschuybare unterscheidet sich die Mosche-Hadscha-Synagoge in ihren Mustern bei der Verzierung der Decke wie auch durch ihre breiteren Wände. An der Ostseite befindet sich eine Empore mit den Sitzplätzen für Frauen. In der westlichen Außenwand befinden sich zwei Fenster, gerichtet nach Jerusalem. Die Mosche-Hadscha-Synagoge ist mit der vor ihr zur Straße hin stehenden Jussef-Schmuel-Schimon-Synagoge verbunden; die Eingänge der beiden Synagogen sind nur wenige Meter voneinander entfernt. Von der Straße kommt man durch einen langen und dunklen Korridor mit zwei rechtwinkligen Biegungen entlang der Ostseite der Jussef-Schmuel-Schimon-Synagoge zum Eingang zur Gebetshalle der Mosche-Hadscha-Synagoge. Die Synagoge ist nach Mosche Haja / Mosche Hadscha (Moshe Haya / Mushi Haja) benannt, der den Bau finanzierte.